# Ateuchosaurus pellopleurus
Espèce
Synonymes
- Lygosaurus pellopleurus Hallowell, 1861
- Lygosoma okinavensis Thompson, 1912
- Lygosaurus pellopleurus browni Van Denburgh, 1912

Ateuchosaurus pellopleurus est une espèce de sauriens de la famille des Scincidae.

## Répartition
Cette espèce est endémique de l'archipel Nansei au Japon. Elle se rencontre sur l'île Amami-Ōshima.

## Liste des sous-espèces
Selon The Reptile Database (5 juillet 2012) :
- Ateuchosaurus pellopleurus browni (Van Denburgh, 1912)
- Ateuchosaurus pellopleurus pellopleurus (Hallowell, 1861)

## Publications originales
- Hallowell, 1861 "1860" : Report upon the Reptilia of the North Pacific Exploring Expedition, under command of Capt. John Rogers, U. S. N. Proceedings of the Academy of Natural Sciences of Philadelphia, vol. 12, p. 480-510 (texte intégral).
- Van Denburgh, 1912 : Concerning certain species of reptiles and amphibians from China, Japan, the Loo Choo Islands, and Formosa. Proceedings of the California Academy of Sciences, sér. 4, vol. 3, no 10, p. 187-258 (texte intégral).